# Rationalist Association
La Rationalist Association, initialement Rationalist Press Association (RPA), est une organisation fondée en Grande-Bretagne en 1899 par plusieurs libres penseurs mécontents du tournant politique que prenait le mouvement laïc britannique, et qui souhaitait accorder une place plus importante aux combats sur le terrain des idées.
La Press Association publiait de la littérature considérée comme trop anti-religieuse pour être diffusée par les principaux éditeurs et libraires. La RPA changea de nom en 2002 pour devenir la 'Rationalist Association'.